# Caradrina zuleika
Caradrina zuleika är en fjärilsart som beskrevs av Charles Boursin 1957. Caradrina zuleika ingår i släktet Caradrina och familjen nattflyn. Inga underarter finns listade i Catalogue of Life.